# Érondelle

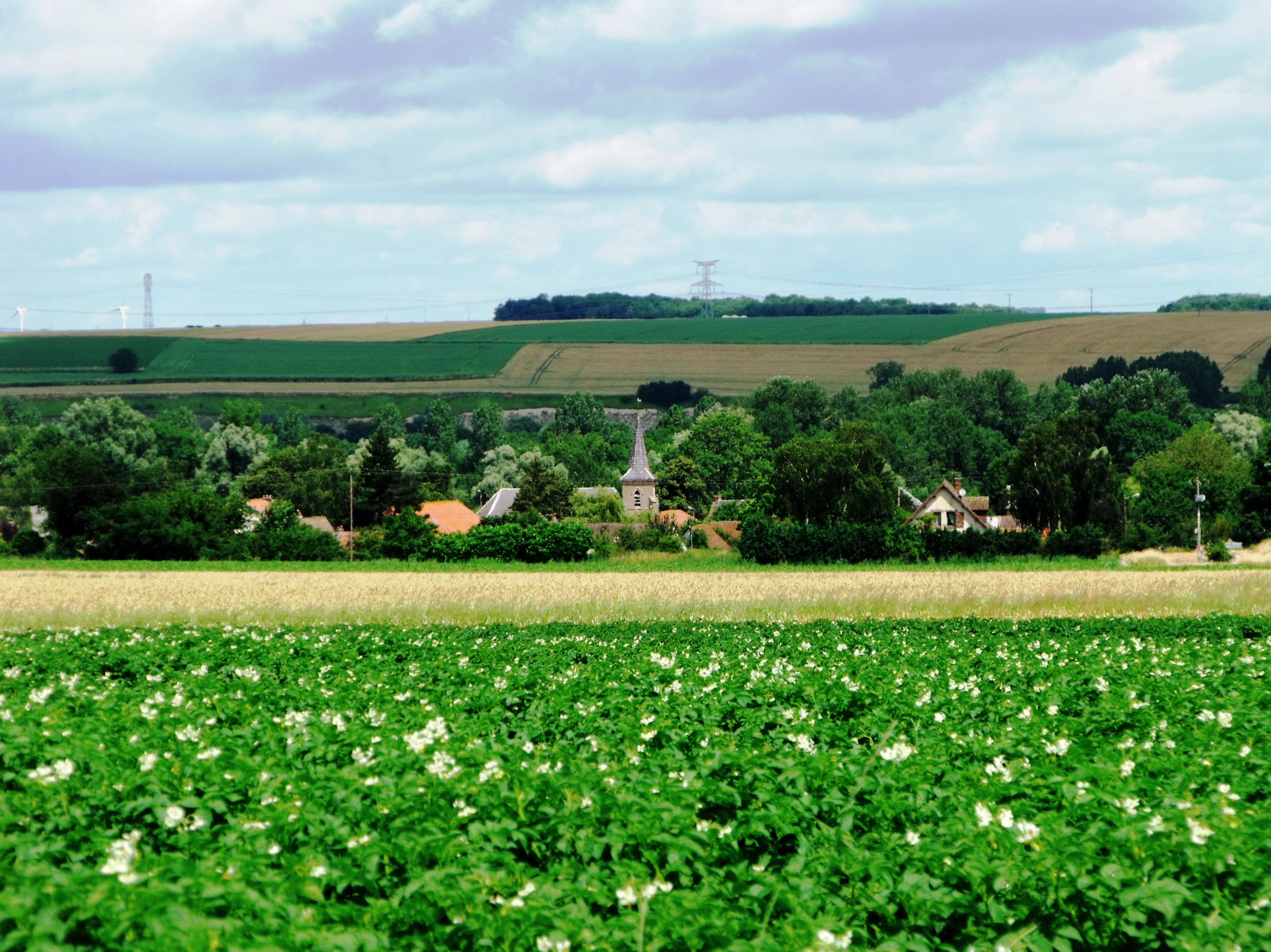
Paysage de la commune.

Érondelle est une commune française située dans le département de la Somme, en région Hauts-de-France.
Depuis le juillet 2020, la commune fait partie du parc naturel régional Baie de Somme - Picardie maritime.

## Géographie

### Localisation
Érondelle est un village picard situé entre Vimeu et Ponthieu.
À vol d'oiseau, la localité est située à 7 km au sud-est d'Abbeville, 8 km au sud-ouest d'Ailly-le-Haut-Clocher, 9 km au nord-ouest de Longpré-les-Corps-Saints et 34 km au nord-ouest d'Amiens.
Le territoire de la commune est limitrophe de ceux de cinq communes.
Les communes limitrophes sont  Bailleul, Bray-lès-Mareuil, Eaucourt-sur-Somme, Liercourt et Pont-Remy.

### Hydrographie

#### Réseau hydrographique
La commune est située dans le bassin Artois-Picardie. Elle est drainée par la rivière de Bellifontaine, l'Etangs de l'Eauette et le Café du Renard,.
Le canal de la Somme, construit entre 1770 et 1827, et mis au gabarit Freycinet en 1880, est long 170 km. Il débute à Saint-Simon où il touche au canal de Saint-Quentin et débouche dans la baie de Somme.

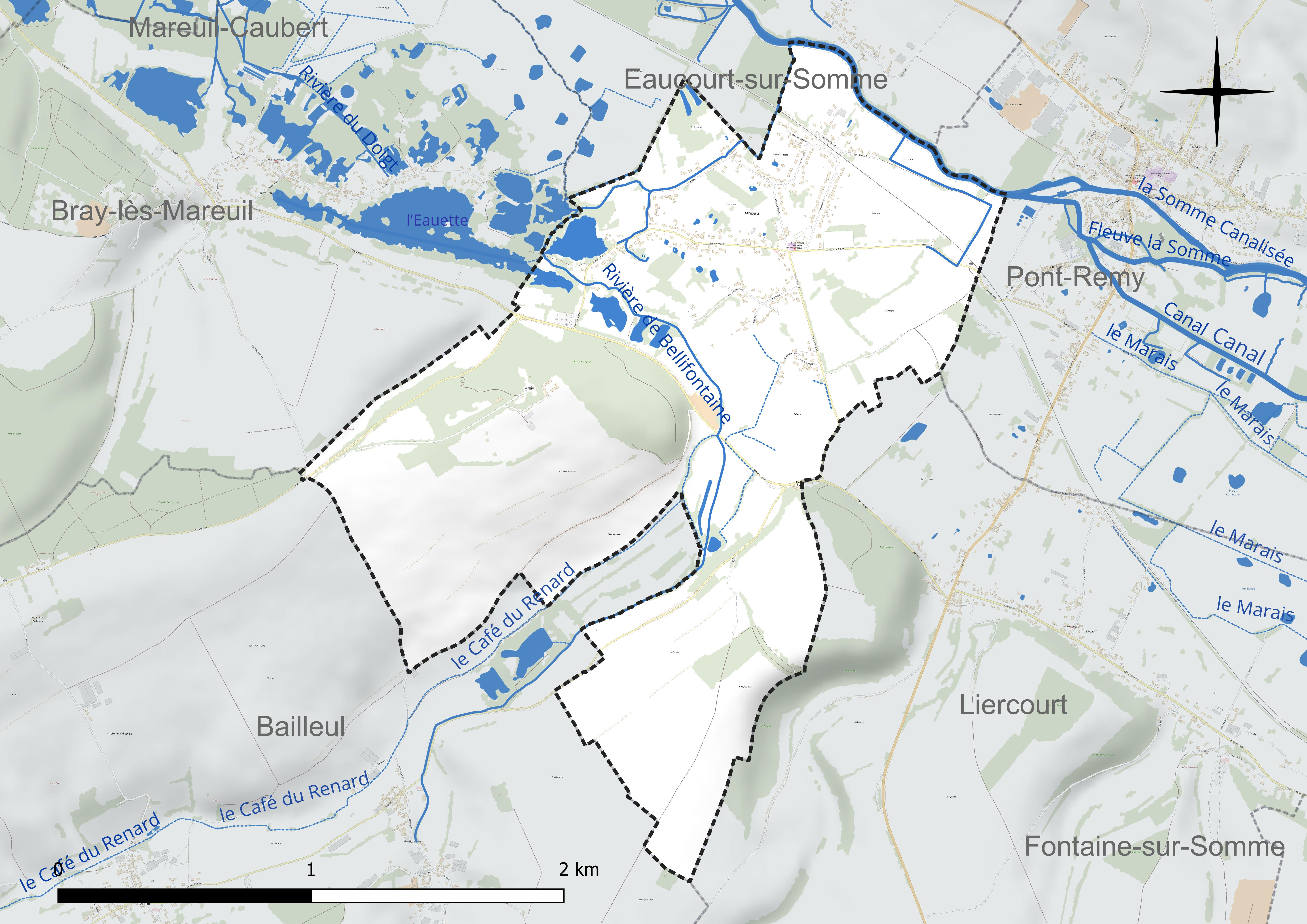
Réseau hydrographique d'Érondelle.

Un plan d'eau complète le réseau hydrographique : l'étang l'Eauette, d'une superficie totale de 12 ha (0,8 ha sur la commune),.

#### Gestion et qualité des eaux
Le territoire communal est couvert par le schéma d'aménagement et de gestion des eaux (SAGE) « Somme aval et Cours d'eau côtiers ». Ce document de planification concerne un territoire de 1 835 km2 de superficie, délimité par le bassin versant de la Somme canalisée. Le périmètre a été arrêté le 29 avril 2010 et le SAGE proprement dit a été approuvé le 6 août 2019. La structure porteuse de l'élaboration et de la mise en œuvre est le syndicat mixte d'aménagement hydraulique du bassin versant de la Somme (AMEVA).
La qualité des cours d'eau peut être consultée sur un site dédié géré par les agences de l'eau et l'Agence française pour la biodiversité.

### Climat
Pour des articles plus généraux, voir Climat des Hauts-de-France et Climat de la Somme.
En 2010, le climat de la commune est de type climat océanique altéré, selon une étude du CNRS s'appuyant sur une série de données couvrant la période 1971-2000. En 2020, Météo-France publie une typologie des climats de la France métropolitaine dans laquelle la commune est exposée à un climat océanique et est dans la région climatique Côtes de la Manche orientale, caractérisée par un faible ensoleillement (1 550 h/an) ; forte humidité de l'air (plus de 20 h/jour avec humidité relative > 80 % en hiver), vents forts fréquents.
Pour la période 1971-2000, la température annuelle moyenne est de 10,2 °C, avec une amplitude thermique annuelle de 13 °C. Le cumul annuel moyen de précipitations est de 758 mm, avec 12 jours de précipitations en janvier et 7,9 jours en juillet. Pour la période 1991-2020, la température moyenne annuelle observée sur la station météorologique la plus proche, située sur la commune d'Abbeville à 7 km à vol d'oiseau, est de 11,0 °C et le cumul annuel moyen de précipitations est de 806,2 mm,. Pour l'avenir, les paramètres climatiques de la commune estimés pour 2050 selon différents scénarios d'émission de gaz à effet de serre sont consultables sur un site dédié publié par Météo-France en novembre 2022.

## Urbanisme

### Typologie
Au 1er janvier 2024, Érondelle est catégorisée commune rurale à habitat dispersé, selon la nouvelle grille communale de densité à sept niveaux définie par l'Insee en 2022.
Elle est située hors unité urbaine. Par ailleurs la commune fait partie de l'aire d'attraction d'Abbeville, dont elle est une commune de la couronne,. Cette aire, qui regroupe 73 communes, est catégorisée dans les aires de 50 000 à moins de 200 000 habitants,.

### Occupation des sols
L'occupation des sols de la commune, telle qu'elle ressort de la base de données européenne d'occupation biophysique des sols Corine Land Cover (CLC), est marquée par l'importance des territoires agricoles (79,3 % en 2018), une proportion identique à celle de 1990 (79,3 %). La répartition détaillée en 2018 est la suivante : 
terres arables (47,5 %), prairies (30,9 %), forêts (9,3 %), zones urbanisées (8,9 %), eaux continentales (2,1 %), zones agricoles hétérogènes (0,9 %), zones humides intérieures (0,5 %). L'évolution de l'occupation des sols de la commune et de ses infrastructures peut être observée sur les différentes représentations cartographiques du territoire : la carte de Cassini (XVIIIe siècle), la carte d'état-major (1820-1866) et les cartes ou photos aériennes de l'IGN pour la période actuelle (1950 à aujourd'hui).

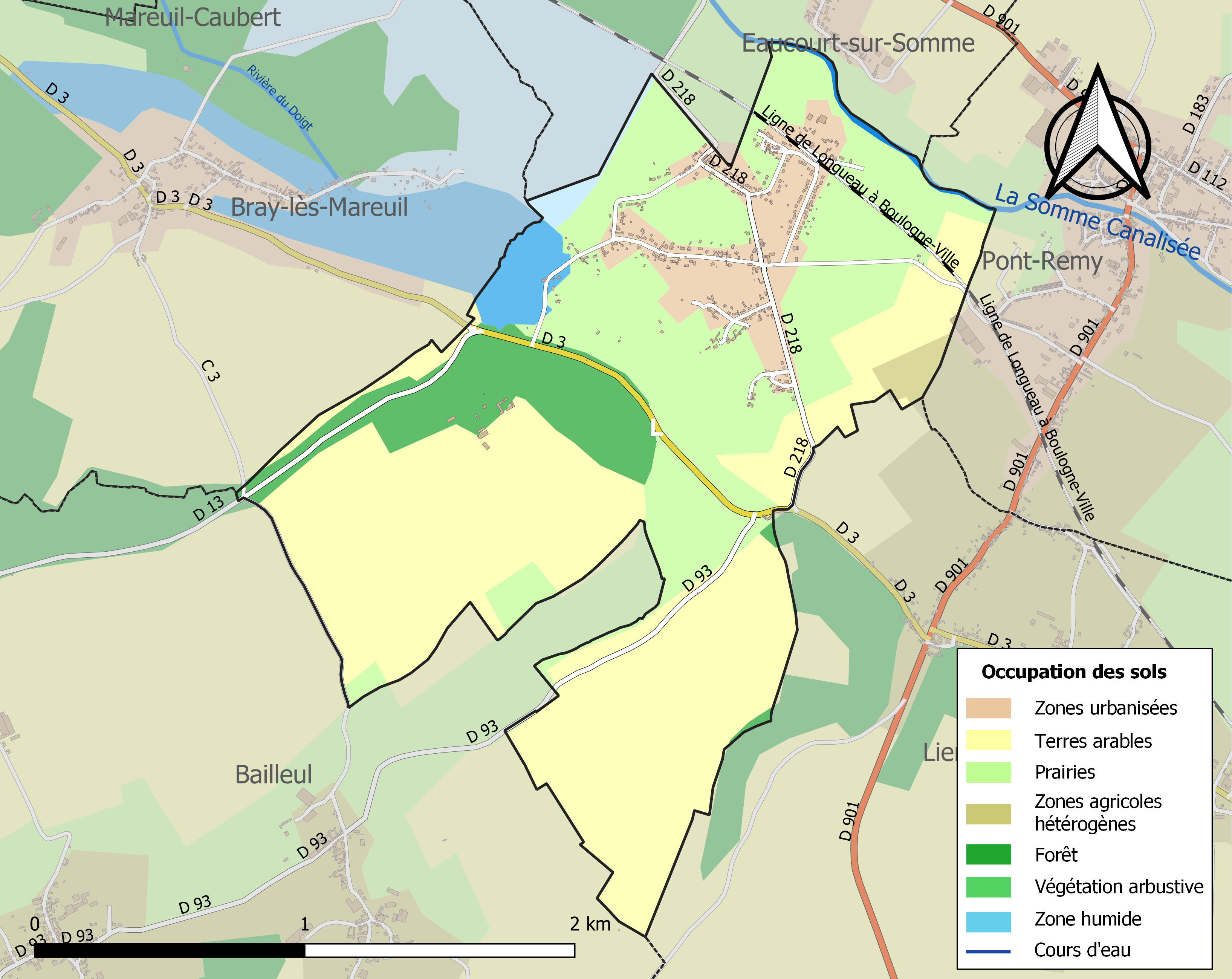
Carte des infrastructures et de l'occupation des sols de la commune en 2018 (CLC).

### Habitat et logement
En 2018, le nombre total de logements dans la commune était de 210, alors qu'il était de 200 en 2013 et de 201 en 2008.
Parmi ces logements, 92,4 % étaient des résidences principales, 5,7 % des résidences secondaires et 1,9 % des logements vacants. Ces logements étaient pour 97,1 % d'entre eux des maisons individuelles et pour 0 % des appartements.
Le tableau ci-dessous présente la typologie des logements à Érondelle en 2018 en comparaison avec celle de la Somme et de la France entière. Une caractéristique marquante du parc de logements est ainsi une proportion de résidences secondaires et logements occasionnels (5,7 %) inférieure à celle du département (8,3 %) mais supérieure à celle de la France entière (9,7 %). Concernant le statut d'occupation de ces logements, 92,8 % des habitants de la commune sont propriétaires de leur logement (93,4 % en 2013), contre 60,3 % pour la Somme et 57,5 pour la France entière.
| Typologie                                               | Érondelle | Somme | France entière |
| ------------------------------------------------------- | --------- | ----- | -------------- |
| Résidences principales (en %)                           | 92,4      | 83,3  | 82,1           |
| Résidences secondaires et logements occasionnels (en %) | 5,7       | 8,3   | 9,7            |
| Logements vacants (en %)                                | 1,9       | 8,4   | 8,2            |

### Voies de communication et transports
Le village est implanté au croisement de l'axe nord-sud reliant Abbeville à Airaines par l'ex-RN 1 (actuelle RD 901) et d'un axe virtuel est-ouest reliant Pont-Remy et Huchenneville.

## Toponymie
Érondelle était un hameau de la commune de Bailleul. Il en est détaché en 1875,
Érondelle est attesté sous les formes Arondel en 1507 ; Esrondel en 1657 ; Hérondel en 1700 ; Erondelle, Airondel en 1757.
Erondelle est issu de Arundo, « lieu peuplé de roseaux ».

## Histoire

### Antiquité
Le village possède un site gallo-romain fortifié, éperon barré de 32 ha situé sur la terrasse crayeuse, au sud la vallée de la Somme, en commun avec la commune de Liercourt,.
Cet oppidum a été mis en valeur et fait l'objet d'un sentier de découverte. La levée de terre est entretenue par des ovins.

## Politique et administration

### Rattachements administratifs et électoraux
Depuis sa création en 1875, la commune se trouve dans l'arrondissement d'Abbeville du département de la Somme. Pour l'élection des députés, elle fait partie depuis 1958 de la troisième circonscription de la Somme.
Elle faisait partie  du canton d'Hallencourt. Dans le cadre du redécoupage cantonal de 2014 en France, la commune a intégré le canton de Gamaches.

### Intercommunalité
La commune était membre de la communauté de communes de la Région d'Hallencourt, créée fin 1995.
Dans le cadre des dispositions de la loi portant nouvelle organisation territoriale de la République du 7 août 2015, qui prévoit que les établissements publics de coopération intercommunale (EPCI) à fiscalité propre doivent avoir un minimum de 15 000 habitants, la préfète de la Somme propose en octobre 2015 un projet de nouveau schéma départemental de coopération intercommunale (SDCI) qui prévoit la réduction de 28 à 16 du nombre des intercommunalités à fiscalité propre du Département. Ce projet prévoit la création d'une communauté d'agglomération regroupant 56 communes et 57 469 habitants qui fusionnerait les quatre communautés de communes  de l'Abbevillois, de la Région d'Hallencourt, du Vimeu Vert et Baie de Somme Sud,,. Compte tenu du rejet de ce schéma par les élus du Vimeu Vert, et après de nombreux débats, le préfet retient la fusion en une communauté d'agglomération de l'Abbevillois, de la région d'Hallencourt et de Baie de Somme sud, soit 51 827 habitants, créée au 2 janvier 2017.
La communauté d'agglomération Baie Somme, dont la commune est désormais membre, voit ainsi le jour le 1er janvier 2017.

### Liste des maires
| Période                                  | Période                    | Identité        | Étiquette | Qualité |
| ---------------------------------------- | -------------------------- | --------------- | --------- | --- |
| 1953                                     | 1965                       | René Jacob      | PCF       | Vice-président de la fédération agricole CGT de la Somme au début des années 1960 |
| Les données manquantes sont à compléter. |                            |                 |           | |
| mars 1983                                | En cours (au 26 mars 2022) | M. Claude Jacob | PCF       | Retraité responsable en service maintenance métallurgie, fils de René Jacob Conseiller général d'Hallencourt (1976 → 1982 et 2008 → 2015) Président de la communauté de communes de la Région d'Hallencourt (2008 → 2016 ) Vice-président de la CA de la Baie de Somme (2017 → ) Vice-président du Syndicat Mixte Baie de Somme - Grand Littoral Picard (2011 → 2015) Réélu pour le mandat 2014-2020, |

## Équipements et services publics

### Enseignement
Le village est associé à ceux de Liercourt et Fontaine au sein d'un regroupement pédagogique intercommunal. La cantine est située à Fontaine.

## Population et société

### Démographie
L'évolution du nombre d'habitants est connue à travers les recensements de la population effectués dans la commune depuis 1876. Pour les communes de moins de 10 000 habitants, une enquête de recensement portant sur toute la population est réalisée tous les cinq ans, les populations de référence des années intermédiaires étant quant à elles estimées par interpolation ou extrapolation. Pour la commune, le premier recensement exhaustif entrant dans le cadre du nouveau dispositif a été réalisé en 2007.

En 2022, la commune comptait 507 habitants, en évolution de +1 % par rapport à 2016 (Somme : −1,26 %, France hors Mayotte : +2,11 %).
| 1876 | 1881 | 1886 | 1891 | 1896 | 1901 | 1906 | 1911 | 1921 |
| ---- | ---- | ---- | ---- | ---- | ---- | ---- | ---- | ---- |
| 412  | 402  | 368  | 366  | 353  | 359  | 363  | 372  | 337  |

| 1926 | 1931 | 1936 | 1946 | 1954 | 1962 | 1968 | 1975 | 1982 |
| ---- | ---- | ---- | ---- | ---- | ---- | ---- | ---- | ---- |
| 309  | 337  | 281  | 259  | 296  | 319  | 321  | 362  | 412  |

| 1990 | 1999 | 2006 | 2007 | 2012 | 2017 | 2022 | - | - |
| ---- | ---- | ---- | ---- | ---- | ---- | ---- | - | - |
| 424  | 434  | 496  | 505  | 491  | 511  | 507  | - | - |

### Sports
La course cycliste, dont la 31e édition a eu lieu en mai 2016, porte le nom d'un ancien maire-adjoint qui en a été à l'initiative, Jean-Claude Chevris.

## Culture locale et patrimoine

### Lieux et monuments
- Oppidum gallo-romain ou « Camp César », situé également sur le territoire de la commune de Liercourt. C'est le plus grand site fortifié du nord de la France concernant cette époque[44],[45].

- Église Saint-Martin[46]. Elle possède une Vierge de calvaire, Notre-Dame de la Merci, du XVIe siècle[47],[48]. Le retable de la fin du XVIIIe siècle comprend un tableau représentant la charité de Saint-Martin[49]
- Monument aux morts[50] : il a été réalisé par l'entreprise Fiérain d'Abbeville dans les années 1920. En octobre 2015, il est déplacé d'une quinzaine de mètres pour être rénové et installé sur le parvis de l'église[51].
- Source bleue, puits tournant, au centre du village[47].

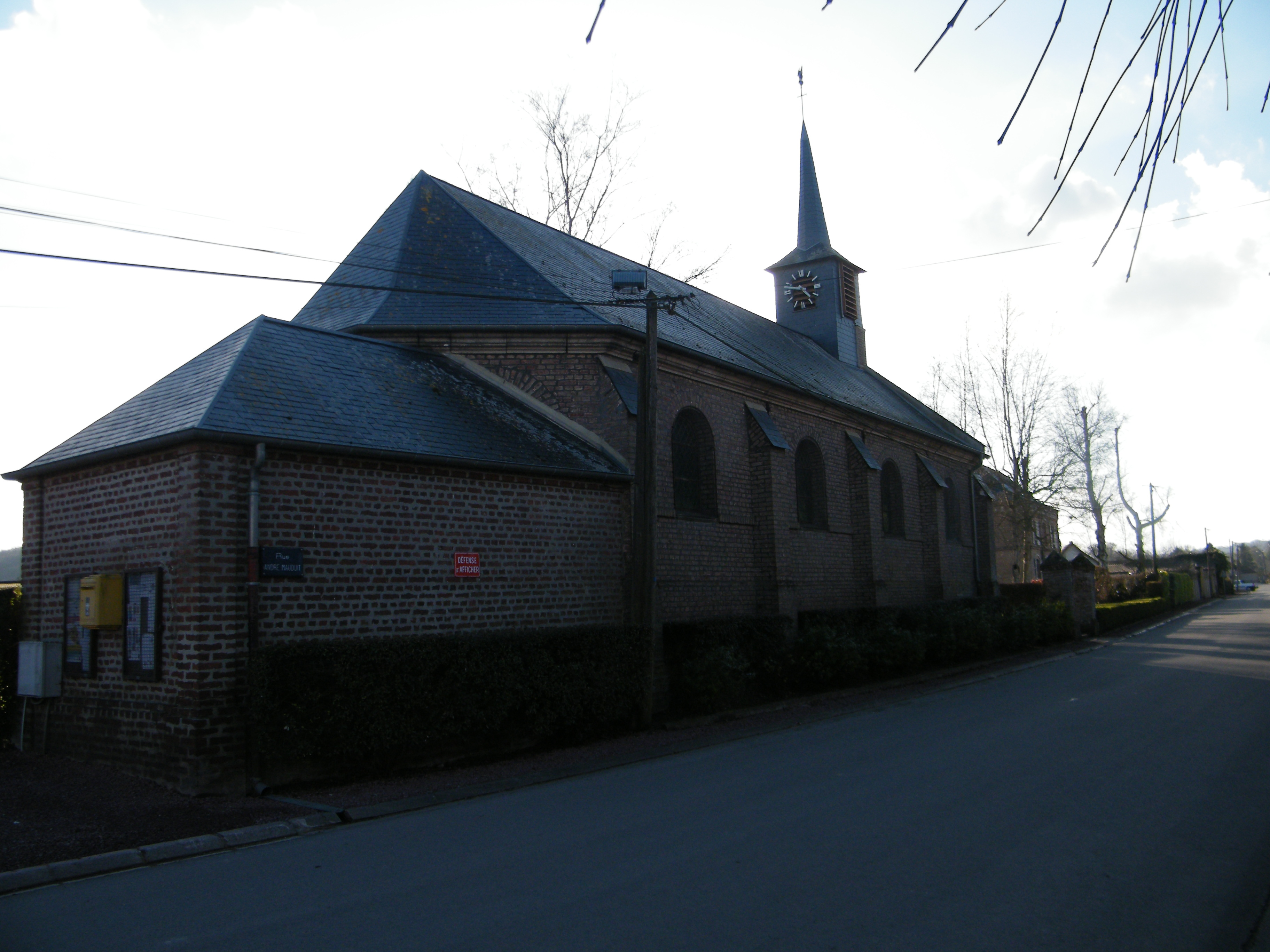
L'église Saint-Martin.
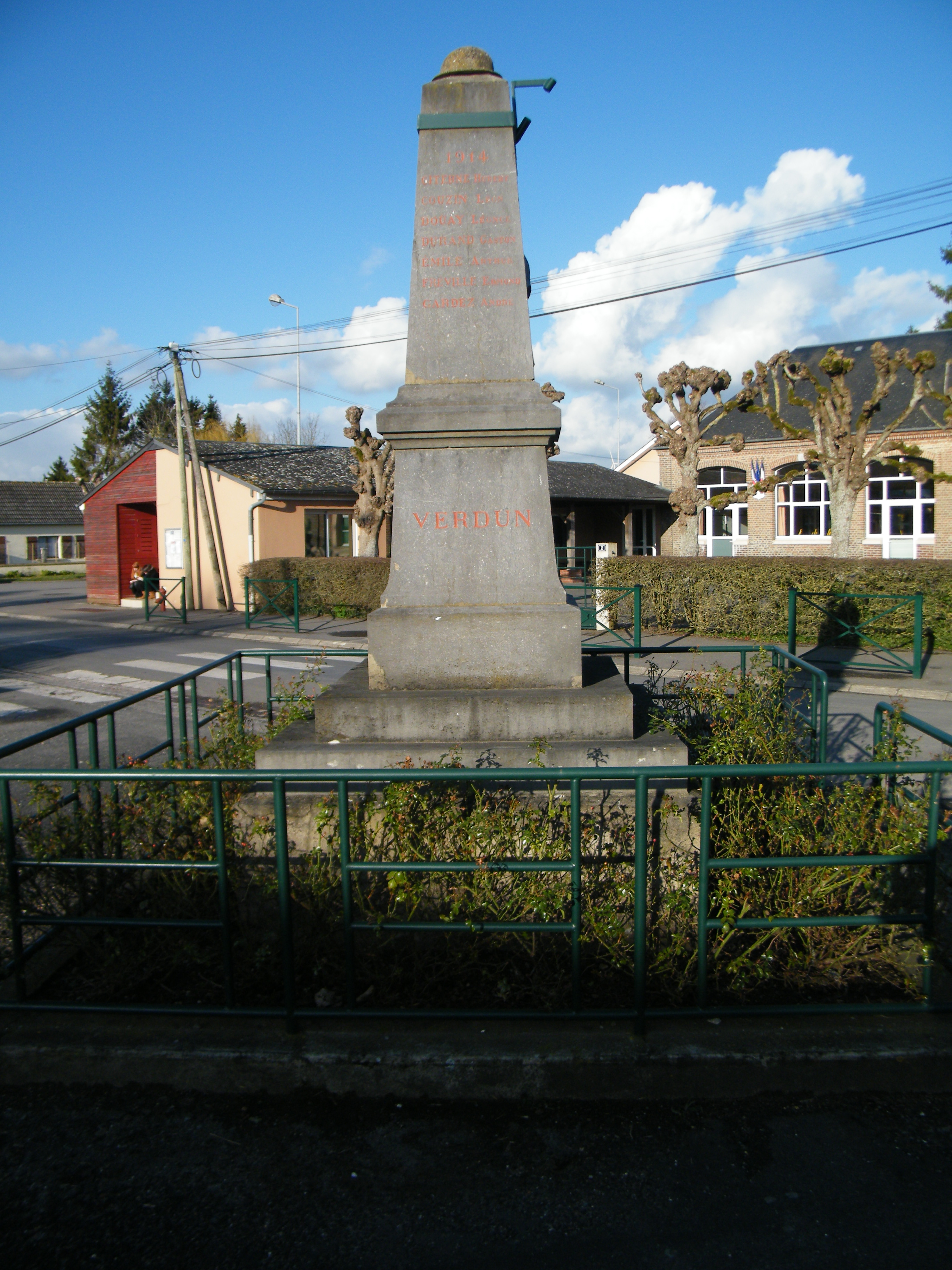
Monument aux morts.
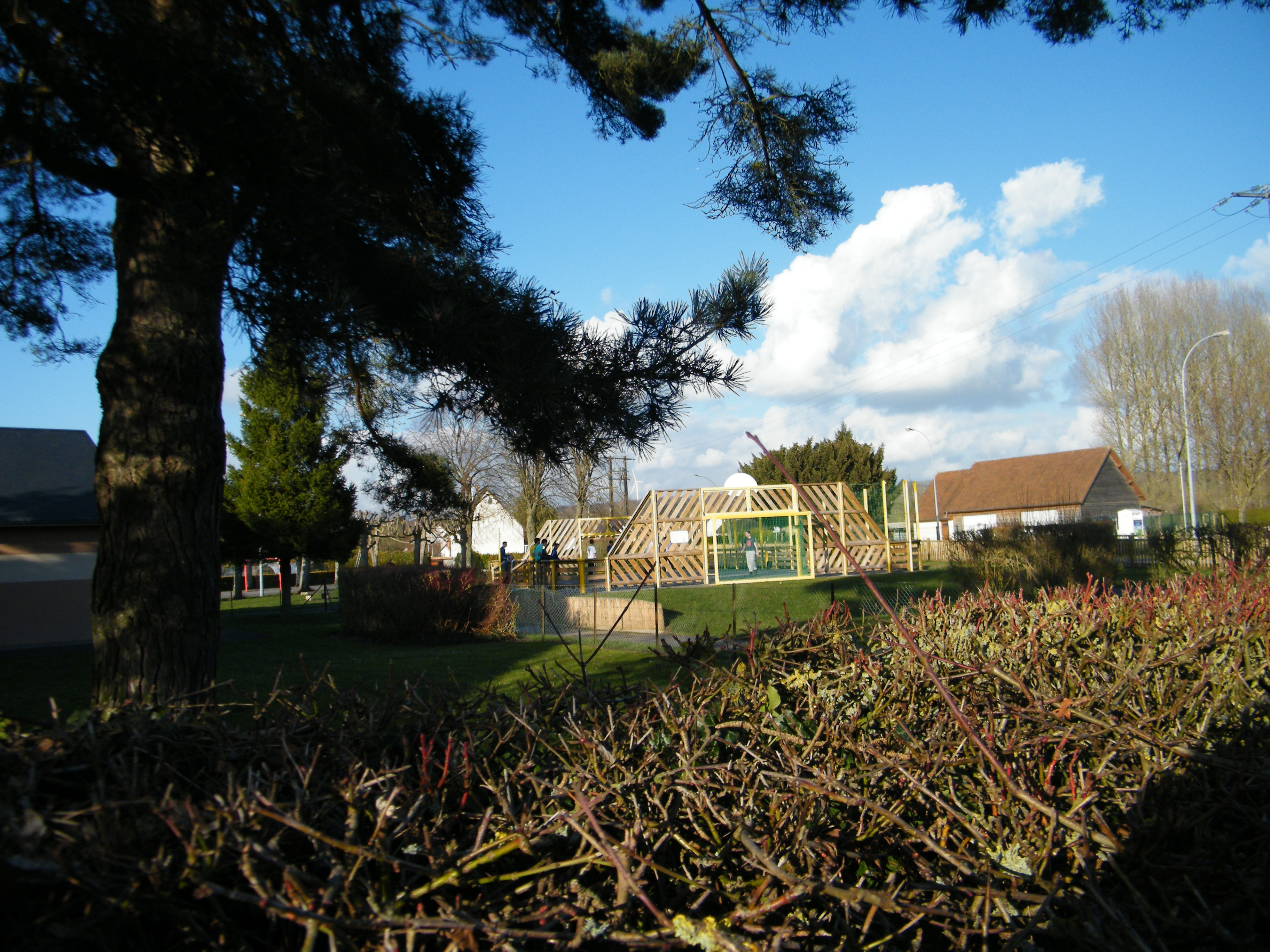
Plateau sportif.

### Personnalités liées à la commune
- Achille le Sueur (1854-1951), chanoine, curé d'Érondelle pendant 68 ans, né à Villers-Campsart[52].
- Lily B, chanteuse dont la famille du côté maternel est originaire du village[53].